# José Francisco Zikán
José Francisco Zikán foi um entomólogo brasileiro de ascendência Tcheca que dedicou grande parte da sua vida ao estudo da entomofauna da Serra da Mantiqueira. Foi naturalista do Parque Nacional do Itatiaia e ao longo de sua vida estruturou uma coleção com cerca de 150.000 exemplares de insetos, posteriormente adquirida para compor o acervo histórico da Fundação Oswaldo Cruz.

## Infância
José Francisco Zikán nasceu em uma uma vila operária, propriedade de uma fábrica de fundição de metais, entre a aldeia de Ratenice e a cidade de Teplice, quando o território ainda pertencia ao Império Austro-Húngaro. Era o filho primogênito de Fancisco (funcionário da fábrica) e Ana Zíkan.
Aos quatro anos de idade foi matriculado no Jardim de Infância da escola local, a qual acessava através de caminhadas diárias de cerca de uma hora. Durante o trajeto, especialmente no Verão, começou a desenvolver um fascínio por borboletas. Utilizava-se de peças do seu uniforme escolar (como chapéus, bonés e seu paletó) para capturar os insetos, que dariam início a sua coleção entomológica.  
Aos oito anos de idade sua família se muda para a cidade de Chomutov, onde passa a  frequentar uma escola alemã e aprender o idioma no qual viria a publicar várias de suas publicações futuras.
Aos treze anos de idade sua família novamente se muda, dessa vez para Duchcov, onde começa a cursar o Ensino Médio. Zíkan menciona em sua autobiografia que lá viveu "os anos mais felizes de minha mocidade". Abandona os estudos algum tempo depois e passa a trabalhar como aprendiz com seu pai na fundição.  A família se muda novamente para Chomutov e Zikan continua trabalhando com seu pai na fábrica Mannesmann, pioneira na tecnologia da produção de canos metálicos sem sutura. Nos três anos seguintes irá se dedicar integralmente a profissão, tendo aulas noturnas de contabilidade e caligrafia, e aos Domingos aulas de desenho técnico. Ao finalizar o período de aprendizado, trabalha por mais um ano como funcionário da fábrica antes de viajar pela Europa como prestador de serviços. Seu interesse por borboletas e seu sonho de viajar para um país tropical o levaram para o Brasil em 1902.

## Vinda para o Brasil e Primeiros Trabalhos
José Francisco Zikán parte de Bremmen no navio a vapor Wittenberg, chegando à Recife em 14 de Outubro. Em seguida seguiu no mesmo navio para o Rio de Janeiro, chegando no dia 20, e posteriormente à São Francisco do Sul, atracando no 23. Zikán continuou embarcado e prosseguiu para o Porto de Santos, onde desembarcou no 26 e seguiu de trem no mesmo dia para São Paulo. Trabalhou até 7 de Maio de 1903 em duas oficinas metalúrgicas diferentes, quando é convidado para lecionar aulas em uma escola rural em Mar da Espanha, no Estado de Minas Gerais. De 1904 à 1909 irá intercalar entre sua profissão como Professor em Mar da Espanha e  Administrador de Fazendas em diferentes propriedades ao longo das localidades que visitou nas diversas viagens para coleta de insetos ao longo do Estado do Espírito Santo e Rio de Janeiro.
Se casa com sua primeira esposa Elisa Joana Braun em 1 de Maio de 1909 e leciona por mais dois anos em Mar de Espanha. Em Novembro de 1911 se muda com a família (esposa e dois filhos) para administrar a fazenda Jerusalém, a cerca de 4km de Alegre, no Espírito Santo. Em 1915 se muda novamente com a família para administrar outra fazenda, chamada Fazenda dos Campos, desta vez em Passa Quatro, onde permanece até 1922. Zikán e sua família se mudam novamente para administrar a fazenda Rio das Pedras, no mesmo município, onde permanecem até Setembro de 1923.
Com a ajuda de Edgar Julius Arp, Zikán compra um lote de terra na antiga Colônia do Itatiaia, mudando-se com a família para o local em Outubro de 1923. Lá construirá a moradia que viverá pelo resto de sua vida com sua família. 
À convite do Monsenhor Pedro Massa, Zikán embarca em 17 de Junho de 1927 no navio a vapor Prudente de Morais para Manaus, onde chega no início de Julho. Ao longo de um semestre coletará diversas espécies de insetos no território das Missões Salesianas as margens do Rio Negro, especialmente nos municípios de Barcelos, Santa Isabel e São Gabriel antes de retornar à Manaus em 9 de Dezembro. Em 9 de Janeiro de 1928 retorna ao Rio de Janeiro.

## Naturalista do Parque Nacional do Itatiaia
Em 1933 é contratado como Auxiliar Técnico na Estação Ecológica do Itatiaia. Com a criação do Parque Nacional do Itatiaia em 1937, Zikán passa integrar o funcionalismo do Ministério de Agricultura como naturalista do parque. Nos 26 anos seguintes montará uma coleção com 153.086 insetos, a maioria da encosta meridional da Serra do Itatiaia e Mantiqueira, com principal enfoque em Lepidoptera, Coleoptera e Hymenoptera. Neste período irá autorar 41 trabalhos em vida em revistas revistas alemãs, austríacas, argentinas e brasileiras. Suas pesquisas não se concentravam apenas na descrição de novas espécies, mas também na ecologia e biologia de muitos dos organismos coletados, entre eles um estudo sobre a biologia dos Cicindelidae brasileiros (1929), a fecundação de formigas saúvas (1938) e sobre a biologia dos dípteros reunidos no gênero Mydas (1942 e 1944). Em 1940, juntamente com seu filho Walter, iniciou a publicação de um catálogo dos insetos da Serra da Mantiqueira, publicado em dois volumes em 1940 e 1946.

## Falecimento
Faleceu em São Paulo em 23 de Maio de 1949 após 3 meses internados no Hospital Oswaldo Cruz depois de um acidente que resultou em seu desaparecimento no Parque Nacional do Itatiaia.

## Legado Científico
A coleção José Francisco Zikán for adquirida em 1952 pelo Instituto Oswaldo Cruz a pedido de Angelo Moreira da Costa Lima, a quem Zikán era frequente colaborador. Seu acervo permaneceu sob curadoria de Costa Lima integrando o Acervo Histórico até o Massacre de Manguinhos, quando o acervo entomológico do Instituto foi desmontado e acondicionado impropriamente no porão de um hospital desativado. Neste período, parte das fichas catalográficas e espécimes depositados se perderam por conta da umidade, transporte impróprio e falta de curadoria. Com o fim da Ditadura Militar parte do material do Acervo Histórico foi recuperado e hoje se encontra em processo de resgate no Instituto Oswaldo Cruz.
Zikán descreveu 139 espécies, das quais 96 são válidas. Também foi homenageado com dois gêneros de vespas (Zikanapis, Zikaniella), um de moscas (Zikania), um de percevejo (Zikaniolla), três de coleoptera (Zikanius, Zikanita, Zikandra) e três de borboleta (Zikanella, Zicanyrops, Zikania) e mais de 60 espécies de besouros, além de algumas espécies de plantas.